# Tian Guansan

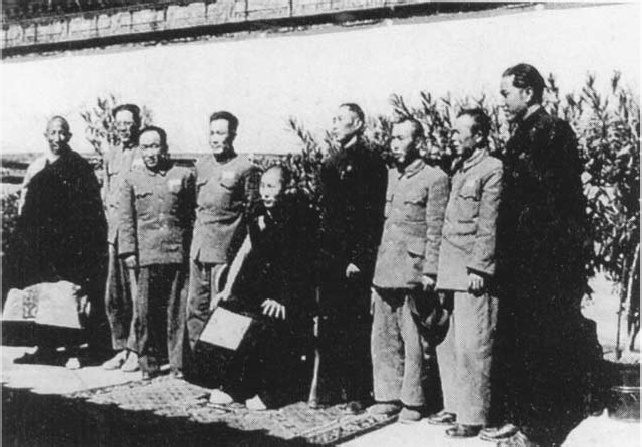
Leiders van het Werkcomité Tibet het Norbulingka-paleis in november 1951. Vanaf links: lord chamberlain Ngawang Namgye, Li Jue, Wang Chimei, Zhang Guohua, de veertiende dalai lama, Zhang Jingwu, Tian Guansan, Liu Zhengguo en Phünwang

Tian Guansan, ook geschreven als T'an Kuan-san, was een Chinees generaal, politiek commissaris in Tibet en vicepresident van het volksgerechthof.
In 1950 trok hij als generaal in het Volksbevrijdingsleger Tibet binnen en werd in 1952 in Lhasa politiek commissaris voor de militaire regio Tibet. In 1967 werd hij vicepresident van het Hoogste Volksgerechtshof van de Volksrepubliek China tot 1975.

## Aankomst in Lhasa
Na de invasie van Tibet arriveerden op 9 september 1951 duizenden manschappen onder leiding van generaal Wang Chimei in Lhasa. Kort erop trokken generaal Tian Guansan en Chang Huohua met rond 20.000 manschappen de stad binnen. De grote aantallen militairen zorgden voor een grote druk op de voedselvoorziening in de relatief kleine stad.
Eind jaren '50 gaf generaal Tian de veertiende dalai lama de opdracht om het guerrillaverzet onder leiding van Gönpo Tashi Andrugtsang de kop in te drukken. De dalai lama had het gewapend verzet weliswaar afgekeurd, maar was evenmin bereid om het Tibetaanse leger op Tashi af te sturen. Uit woede ontnam Tian het burgerschap van twee van zijn broers, Gyalo en Norbu, die betrokken waren bij de rebellen.

## Opstand in Lhasa
Tian had de dalai lama begin 1959 uitgenodigd voor een theatervoorstelling van een dansgroep. Dit was nog tijdens de studie van de dalai lama en de dalai lama ging daarom niet op het verzoek in. Op 5 maart kwam de dalai lama van zijn studie terug uit de nabij Lhasa gelegen kloosters. Op 7 maart nodigde Tian hem opnieuw uit voor de theatervoorstelling. De dalai lama kwam overeen dat hij de voorstelling op 10 maart zou bijwonen.

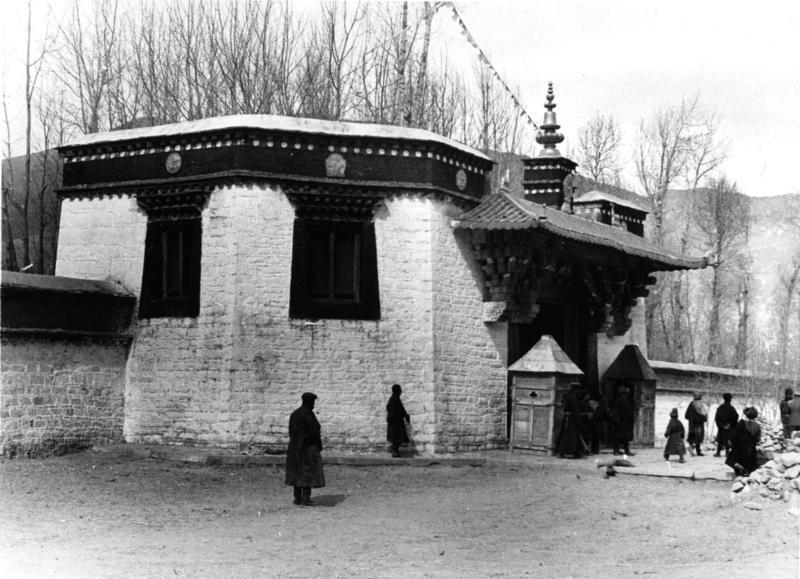
Norbulingka (1938), het zomerpaleis van de dalai lama en centrum van de protesten in 1959

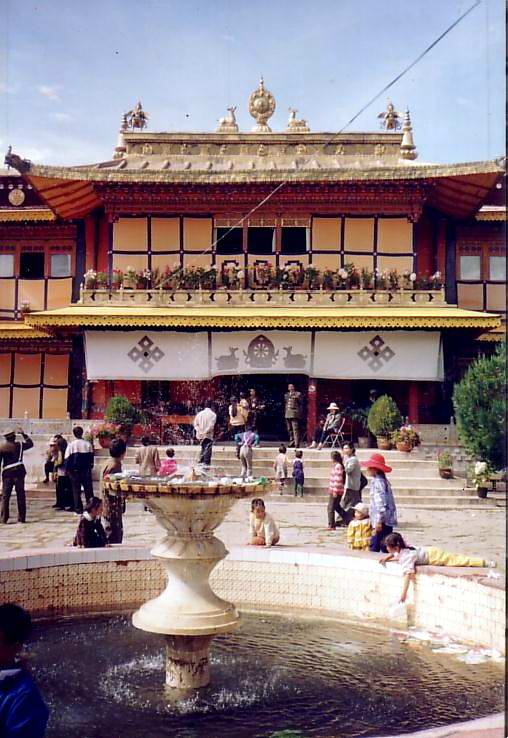
Norbulingka (1993)

De uitnodiging was bijzonder om verschillende redenen. Bijvoorbeeld werd het evenement niet op het paleis gehouden, maar op het Chinese militaire hoofdkwartier, waarbij Tian pas op 9 maart openlijk voorbereidingen trof. Ook had Tian hem verzocht alleen te komen en zijn gebruikelijke bodyguards niet mee te nemen. Hierdoor was de uitnodiging verdacht onder de Tibetaanse bevolking die vreesde dat de officieren de dalai lama wilden ontvoeren. Oud-minister en voorzitter van de TAR, Ngabo Ngawang Jigme, schreef later in de China Wederopbouw Pers, dat dit voorstel van de dalai lama zelf zou zijn gekomen. Een Tibetaanse dansgroep was in februari van een studiereis uit China teruggekeerd en Chinese officieren hadden de dalai lama tijdens losar (Tibetaans nieuwjaar) gevraagd of ze een dansvoorstelling konden houden in het zomerpaleis Norbulingka. Volgens de versie van Ngabo zou de dalai lama geantwoord hebben dat het Norbulingkapaleis daar niet de faciliteiten voor had en dat het nieuw gebouwde legerhoofdkwartier er beter geschikt voor zou zijn.
Op 10 maart brak een grote opstand in Tibet uit. Tienduizenden monniken waren hiervoor opgetrommeld die werden ondersteund door gevluchte rebellen in de stad uit de oostelijke provincies Kham en Amdo.

### Briefwisselingen tussen Tian en de dalai lama
In de ontstane situatie begreep Tian dat de dalai lama de enige persoon was die nog invloed zou kunnen uitoefenen op de mensenmassa. Hij schreef hem een brief waarin hij hem adviseerde niet naar de theateruitvoering te komen. Met deze brief initieerde hij een serie briefwisselingen tussen beide, waarvan de leden van de Kashag niet op de hoogte waren. De dalai lama antwoordde op 11 maart dat hij graag de gelegenheid had gehad de show bij te wonen, maar dat hij daarvan afgehouden was door reactionaire elementen in het paleis.
De dalai lama ontving het antwoord van Tian via minister Ngabo. Tian antwoordde dat hij maatregelen aan het nemen was om de situatie te kalmeren. De dalai lama antwoordde dat hij tegen het oproer was en dat het gezag in het Norbulingkapaleis in handen was van functionarissen die geen acht sloegen op zijn advies. Op 16 maart, een dag voor de vlucht, schreef de dalai lama zijn derde en laatste brief aan Tian, waar hij curieuze meldingen deed. Hij schreef: "Ik zal in het geheim naar het militaire commandogebied komen" en daarnaast dat hij enkele functionarissen zou kunnen ompraten om het bezoek mogelijk te maken.
De dalai lama schrijft hierover zelf de brieven van de Chinese generaals inderdaad telkens te hebben beantwoord, echter enkel met de bedoeling de oplopende spanning te verminderen: Ik antwoordde op alle brieven om tijd te winnen - tijd om de boosheid aan beide kanten te laten afkoelen en tijd om de gematigdheid van het Lhasaanse volk te benadrukken. ... Mijn belangrijkste morele taak op dat moment was een totaal disastreuze botsing te voorkomen tussen mijn onbewapende volk en het Chinese leger.
De brieven tussen Tian en de dalai lama werden later afgedrukt in de Chinese staatskrant Xinhua om als beeld te dienen dat de dalai lama niet door de Chinese autoriteiten, maar door Tibetaanse reactionairen was afgezet. Barshi verwoordde de ongehoorzaamheid van de functionarissen aan de dalai lama met dat zij vonden dat de dalai lama geweld wel moest afwijzen vanwege zijn religieuze positie en dat hij daarbij niet anders kon uit angst voor de Chinezen.

## Militaire interventie
De dalai lama vluchtte in de nacht van 16 op 17 maart naar in eerste instantie de dzong van Lhuntse en ging na het verblijf van een dag door naar India. De situatie in de stad escaleerde en mondde uit in een oproer waaraan vanaf 19 maart ook het Tibetaanse leger van 1500 manschappen deelnam. Het koos de kant van de bevolking, vuurde op het Chinese leger en veroverde strategische posities in de stad. De Chinese generaals reageerden met een tegenaanval op 20 maart. Het Chinese leger vuurde bommen af op het Norbulingkapaleis, waardoor de buitenkant sterk werd beschadigd. Op 22 maart had het Chinese leger de stad heroverd en waren de opstandelingen de stad uitgejaagd.
De snelheid waarin het Chinese leger de stad weer onder controle kreeg, wordt nadien gezien als teken dat Tian eerst de communicatie met de dalai lama wilde afwachten. Toen bleek dat de dalai lama zich niet meer in Lhasa bevond, zou ook de reden zijn verdwenen om nog langer af te wachten op een oplossing die zonder ingrijpen bereikt kon worden.

## Verdere carrière
Tian bleef politiek commissaris van de militaire regio Tibet tot juli 1967.
Daarna werd hij benoemd tot vicepresident van het Hoogste Volksgerechtshof van de Volksrepubliek China tot 1975.